# Barbus prespensis
Barbus prespensis é uma espécie de peixe actinopterígeo da família Cyprinidae.
Pode ser encontrada nos seguintes países: Albânia, Grécia e República da Macedónia.
Os seus habitats naturais são: rios intermitentes e lagos de água doce.
Esta espécie está ameaçada por perda de habitat.